# Curt Woyte
Curt Woyte (* 15. November 1879 in Glauchau, † 19??) war ein deutscher Altphilologe und Gymnasiallehrer.
Woyte besuchte die Schule in Leipzig und studierte nach dem Abitur 1899 an der Universität Leipzig. Im Januar 1903 legte er das Lehrerexamen ab und unterrichtete seitdem an der Nikolaischule in Leipzig. Am 16. März 1907 wurde er an der Universität Leipzig mit einer Dissertation zu Isokrates promoviert. Er legte zahlreiche Übersetzungen antiker Autoren vor.

## Veröffentlichungen (Auswahl)
- De Isocratis quae feruntur epistulis quaestiones selectae. Dissertation Leipzig 1907 (Digitalisat; mit Lebenslauf).
- Antike Quellen zur Geschichte der Germanen, zusammengestellt, übersetzt & erläutert von Curt Woyte. 4 Bände. Voigtländer, Leipzig 1912–1919 (Digitalisat Teil 1-3). 2. Auflage 1916–1920.

| Personendaten    | Personendaten               |
| ---------------- | --------------------------- |
| NAME             | Woyte, Curt                 |
| ALTERNATIVNAMEN  | Woyte, Heinrich Oswald Curt |
| KURZBESCHREIBUNG | deutscher Altphilologe      |
| GEBURTSDATUM     | 15. November 1879           |
| GEBURTSORT       | Glauchau                    |
| STERBEDATUM      | 20. Jahrhundert             |